# 함희창
함희창(咸熙昌, ? ~ ?)은 일제강점기의 경찰이다.

## 생애
생몰년이나 본적지 등 구체적인 신상 정보는 남아 있지 않다. 1912년 경상남도 진해경찰서, 1913년부터 1915년까지 경기도 경무부에서 통역생으로 근무했으며, 1916년 경기도 경무부에서 통역생 겸 경부로 근무했다. 1917년 경기도 경무부, 1918년부터 1919년까지 경기도 안성경찰서에서 경부로 근무했고, 1920년 경기도 용인경찰서에서 도경부로 근무했다. 1921년부터 1922년까지 경기도 경찰부 경성 종로경찰서에서 근무했다.
경기도 안성경찰서 경부로 재직 중에 일어난 3·1 운동 당시 1919년 3월 30일부터 4월 2일까지 경기도 안성군 양성면, 원곡면에서 일어난 만세 시위에 참가했던 15명(이한영, 김보희, 윤계현, 이사원, 민병두, 김연봉, 오윤선, 오세경, 오세학, 오창선, 이유길, 이오영, 이병문, 이발영, 남장우)을 상대로 피의자의 인적 사항 및 전과 사실 확인, 3·1 운동 참가 여부와 조선 독립의 확신 여부, 안성에서 일어난 만세 시위 선동자 파악, 관공서(주재소, 우편소(우체국), 면사무소, 일본인 상점) 파괴 활동 참가 여부와 주모자에 대한 신문 과정을 펼쳤고, 이들에 대한 신문조서를 작성했다.
1919년 4월 15일 3·1 운동 당시 경기도 안성에서 일어난 만세 시위에 적극 참가했던 이사원, 김보희, 윤계현, 이한영, 민병두에 대한 체포고발서와 의견서를 작성하여 경성지방법원 검사국에 전달했으며, 이들에 대해 보안법 위반 혐의를 적용하여 법원으로 송치했다. 한편 이사원과 이한영, 김보희는 1919년 6월 21일 경성복심법원에서 열린 재판에서 태형 90대를 선고받았다.
민족문제연구소의 친일인명사전 수록자 명단의 경찰 부문, 친일반민족행위진상규명위원회가 발표한 친일반민족행위 705인 명단에 포함되었다.

## 참고자료
- 친일반민족행위진상규명위원회 (2009). 〈함희창〉. 《친일반민족행위진상규명 보고서 Ⅳ-19》. 서울. 156~164쪽.